# Маккенна, Крис (актёр)
Крис Л. Маккенна (англ. Chris L. McKenna; род. 18 октября 1977 года; Куинс, Нью-Йорк) — американский актёр кино и телевидения.

## Биография и карьера
Маккена увлёкся актёрской игрой в возрасте 7 лет с роли в школьной постановке «Белоснежки и 7 гномов». Получив письменное разрешение родителей, Крис добился роли гнома Сони. После этого Маккенна появился в нескольких независимых фильмах, а в 12 лет получил роль в сериале «Одна жизнь, чтобы жить», выходившем в эфир с 1986 года — в шоу он исполнил роль Джоуи Бушана, лучшего друга первого в истории дневных драм гея-подростка, сыгранного актёром Райаном Филиппом.
Среди других работ актёра — появления в сериалах «90210: Новое поколение», «Доктор Хаус», «Гримм».
Сейчас Маккена живёт в Лос-Анджелесе и продолжает работы в кино, на телевидении и в театре. В 2008 году участвовал в Лос-Анджелесском марафоне. Актёр является племянником спортсмена Джона Шмитта — центрального команды «N.Y. Jets».

## Работы

### Кино
| Кино | Кино              | Кино                    | Кино                 | Кино                   |
| Год  | Название          | В оригинале             | Роль                 | Примечания             |
| ---- | ----------------- | ----------------------- | -------------------- | ---------------------- |
| 2012 | Слепой пропуск    | Blind Pass              | Доктор Майкл Розелли |                        |
| 2010 | Голос в темноте   | A Voice In The Dark     | Алан                 |                        |
| 2008 | Закат в прериях   | Prairie Fever           | Шериф Логан          | сразу на видео         |
| 2007 | В стене           | In The Wall             | Кристофер            | короткометражный фильм |
| 2007 | Расплата          | Forfeit                 | н/д                  |                        |
| 2007 | Мечтатель         | Daydreamer              | Шейн Марчелл         |                        |
| 2006 | Реклама для гения | Art School Confidential | Майки                |                        |
| 2003 | Король муравьёв   | King Of The Ants        | Шон Кроули           | главная роль           |
| 2002 | Артефакт          | Wishcraft               | Шон                  |                        |
| 2000 | Цемент            | Cement                  | Первый патрульный    |                        |
| 1997 | Парни из Академии | Academy Boyz            | Игрок из Брукфилда   |                        |
| 1997 | Вход и выход      | In & Out                | Парень в раздевалке  | эпизодическая роль     |
| 1991 | К чертям собачьим | The Boy Who Cried Bitch | Росс                 |                        |

### Телевидение
| Кино      | Кино                               | Кино                            | Кино               | Кино                |
| Год       | Название                           | В оригинале                     | Роль               | Примечания          |
| --------- | ---------------------------------- | ------------------------------- | ------------------ | ------------------- |
| 2017      | Гримм                              | Grimm                           | лейтенант Гроссант | 2 эпизода           |
| 2012      | Касл                               | Castle                          | Саймон Уэстпорт    | 1 эпизод            |
| 2012      | Доктор Хаус                        | House M.D.                      | Саймон Лоусон      | 1 эпизод            |
| 2011      | 90210: Новое поколение             | 90210                           | Патрик Уэстхилл    | 5 эпизодов          |
| 2011      | Праздничная помолвка               | Holiday Engagement              | Джейсон Кинг       | телевизионный фильм |
| 2011      | Закон Хэрри                        | Harry’s Law                     | Джереми Престон    | 1 эпизод            |
| 2011      | Риццоли и Айлс                     | Rizzoli & Isles                 | Джим Толливер      | 1 эпизод            |
| 2010      | Морская полиция: Лос-Анджелес      | NCIS: Los Angeles               | Агент ЦРУ          | 1 эпизод            |
| 2010      | Семейные тайны                     | Undercovers                     | Джозеф Корман      | 1 эпизод            |
| 2010      | Частная практика                   | Private Practice                | Колин Боуман       | 1 эпизод            |
| 2002      | Восточный парк                     | The District                    | Грег               | 1 эпизод            |
| 2001—2002 | Эта жизнь                          | That’s Life                     | Рик Дэниэл         | 1 эпизод            |
| 2001      | Практика                           | The Practice                    | Бенджамин Смит     | 1 эпизод            |
| 1998—2000 | Прикосновение ангела               | Touched By An Angel             | Грег / Гарольд     | 2 эпизода           |
| 2000      | Противоположный пол                | Opposite Sex                    | Роб Перри          | 8 эпизодов          |
| 1998      | Шоу 70-х                           | That '70s Show                  | Дестрой            | 1 эпизод            |
| 1998      | Несчастливы вместе                 | Unhappily Ever After            | Майк Бакстер       | 1 эпизод            |
| 1998      | Ник Френо: Лицензированный педагог | Nick Freno: Licensed Teacher    | Родни              | 1 эпизод            |
| 1992      | Истории из жизни: Кризис в семье   | Lifestories: Families In Crisis | Майкл Дарлинг      | 1 эпизод            |
| 1990—1993 | Одна жизнь, чтобы жить             | One Life Tto Live               | Джоуи Бушенан      | 25 эпизодов         |

### Театр
Актёр также принял участие в нескольких театральных постановках:
- 2000: «You Can’t Take It With You» — Тони Кирби
- 2008: «Don’t Talk To The Actors» — Джерри Прзпезняк
- 2009: «Mauritius» — Дэннис
- 2009: «The Receptionist» — Мартин Дарт
- 2011: «Re-Animator: The Musical» — Дэн Кейн

## Номинации
За работу в сериале «Одна жизнь, чтобы жить» актёр номинировался на несколько престижных премий:
| 1993 | Soap Opera Digest Award | «Выдающаяся игра молодого актёра» |
| 1993 | Young Artist Awards     | «Молодой актёр в дневном сериале» |
| 1994 | Young Artist Awards     | «Молодой актёр в мыльной опере»   |